# Filip Zadina
Filip Zadina (* 27. November 1999 in Pardubice) ist ein tschechischer Eishockeyspieler, der seit September 2024 beim HC Davos in der Schweizer National League unter Vertrag steht. Der rechte Flügelstürmer wurde im NHL Entry Draft 2018 an sechster Position von den Detroit Red Wings ausgewählt und war in der National Hockey League (NHL) zudem für die San Jose Sharks aktiv.

## Karriere
Filip Zadina begann seine Karriere beim HC Pardubice aus seiner Heimatstadt. Für die U20 des Vereins lief er ab der Saison 2014/15 in der höchsten tschechischen Juniorenliga auf, bevor er in der folgenden Spielzeit bereits für die Profiabteilung in der Extraliga debütierte. Anschließend wurde er im KHL Junior Draft 2016 an 147. Position von Lokomotive Jaroslawl berücksichtigt, verblieb jedoch vorerst in Pardubice, wo er in der Saison 2016/17 auf 25 Einsätze in der Extraliga kam. Anschließend bestritt der Flügelstürmer mit seiner Mannschaft die Relegation und konnte dort den Abstieg vermeiden.
In der Folge entschied sich Zadina zu einem Wechsel nach Nordamerika und schloss sich zu Beginn der Spielzeit 2017/18 den Halifax Mooseheads aus der kanadischen Ligue de hockey junior majeur du Québec (LHJMQ) an, die ihn zuvor im CHL Import Draft 2017 an elfter Stelle berücksichtigt hatten. Bereits im Jahr zuvor hatten ihn die Vancouver Giants beim CHL Import Draft an vierter Stelle gezogen, aber nicht verpflichtet worden. Bei den Mooseheads etablierte er sich prompt als regelmäßiger Torschütze, so führte er sein Team mit 44 erzielten Treffern an, während auch unter den Rookies der Liga kein Spieler mehr Tore oder Scorerpunkte (82) verbuchte. Infolgedessen wurde er ins First All-Star Team sowie ins All-Rookie Team der LHJMQ gewählt und mit der Trophée Michael Bossy ausgezeichnet, die denjenigen Spieler ehrt, dem die besten Chancen auf eine erfolgreiche Karriere in der National Hockey League (NHL) eingeräumt werden. Zugleich galt Zadina als eines der herausragenden Talente im anstehenden NHL Entry Draft 2018, so schätzte ihn der Central Scouting Service auf Rang drei der nordamerikanischen Feldspieler ein. Insgesamt wurde er hinter Rasmus Dahlin und Andrei Swetschnikow als wahrscheinliche dritte Wahl im Draft gehandelt, bevor er im Endeffekt an sechster Position von den Detroit Red Wings berücksichtigt wurde. Diese statteten ihn im Juli 2018 mit einem Einstiegsvertrag aus. Im Rahmen der Vorbereitung auf die Saison 2018/19 wurde Zadina vorerst an das Farmteam der Red Wings abgegeben, die Grand Rapids Griffins aus der American Hockey League (AHL). Im Februar 2019 berief man ihn schließlich erstmals nach Detroit, sodass er wenig später sein Debüt in der NHL gab. Im August 2020 gaben die Red Wings bekannt, Zadina vorübergehend an den HC Oceláři Třinec zu verleihen, um ihm bis zum Beginn der Saisonvorbereitung der Red Wings Spielpraxis in der tschechischen Extraliga zu gewähren. Seit Beginn der Saison 2020/21 im Januar 2021 gehört der Tscheche wieder zum Aufgebot der Red Wings und etablierte sich dort im weiteren Verlauf.
Im August 2022 unterzeichnete er einen neuen Dreijahresvertrag mit einem Gesamtvolumen von ca. 5,5 Millionen US-Dollar in Detroit. Im Juli 2023 allerdings einigte man sich in beidseitigem Einvernehmen auf eine vorzeitige Auflösung dieses Arbeitspapiers, sodass er sich seither als Free Agent auf der Suche nach einem neuen Arbeitgeber befindet. Zuvor hatte Zadina die sportlichen Erwartungen weiterhin nicht erfüllt und zugleich selbst um einen Wechsel zu einem anderen Team gebeten. Wenige Tage vorher war er über den Waiver geschickt worden, wobei ihn jedoch kein Team mit seinem aktuellen Vertrag verpflichtet hatte. Wenig später verpflichteten ihn dann die San Jose Sharks auf Basis eines Einjahresvertrages. Nach Erfüllung dessen kehrte er abermals nach Europa zurück, indem er im September 2024 einen Zweijahresvertrag beim HC Davos in der Schweizer National League unterzeichnete.

### International
Erste internationale Erfahrungen sammelte Zadina während der Saison 2015/16, als er an der World U-17 Hockey Challenge 2015 sowie der U18-Weltmeisterschaft 2016 teilnahm und dabei mit der tschechischen Auswahl jeweils den siebten Platz belegte. Im August 2016 folgte die Goldmedaille beim heimischen Ivan Hlinka Memorial Tournament 2016, bevor er auf U18-Niveau im Frühling 2017 eine weitere Weltmeisterschaft bestritt. Für die tschechische U20-Nationalmannschaft debütierte der Angreifer bei der U20-Weltmeisterschaft 2018, wobei er sein Team mit sieben Toren anführte und ins All-Star-Team des Turniers gewählt wurde. Ein Jahr später nahm er an der U20-Weltmeisterschaft 2019 teil.
Darüber hinaus absolvierte er im Rahmen der Euro Hockey Tour 2017/18 erste Einsätze für die A-Nationalmannschaft seines Heimatlandes. In der Folge bestritt er mit der Weltmeisterschaft 2021 sein erstes großes Turnier. Anschließend gehörte er auch bei der Weltmeisterschaft 2025 zum tschechischen Kader.

## Erfolge und Auszeichnungen
- 2018 Trophée Michael Bossy
- 2018 LHJMQ First All-Star Team
- 2018 LHJMQ All-Rookie Team

### International
- 2016 Goldmedaille beim Ivan Hlinka Memorial Tournament
- 2016 Bester Torschütze des Ivan Hlinka Memorial Tournaments (gemeinsam mit Sasha Chmelevski)
- 2018 All-Star-Team der U20-Weltmeisterschaft

## Karrierestatistik
Stand: Ende der Saison 2024/25

### International
Vertrat Tschechien bei:
| - World U-17 Hockey Challenge 2015 - U18-Weltmeisterschaft 2016 - Ivan Hlinka Memorial Tournament 2016 - U18-Weltmeisterschaft 2017 | - U20-Weltmeisterschaft 2018 - U20-Weltmeisterschaft 2019 - Weltmeisterschaft 2021 - Weltmeisterschaft 2025 |

(Legende zur Spielerstatistik: Sp oder GP = absolvierte Spiele; T oder G = erzielte Tore; V oder A = erzielte Assists; Pkt oder Pts = erzielte Scorerpunkte; SM oder PIM = erhaltene Strafminuten; +/− = Plus/Minus-Bilanz; PP = erzielte Überzahltore; SH = erzielte Unterzahltore; GW = erzielte Siegtore; 1 Play-downs/Relegation; Kursiv: Statistik nicht vollständig)

## Familie
Sein Vater Marek Zadina war ebenfalls Eishockeyspieler, absolvierte über 600 Spiele in der höchsten tschechischen Spielklasse und ist seit 2013 auch als Trainer tätig.